# Daniel Deußer

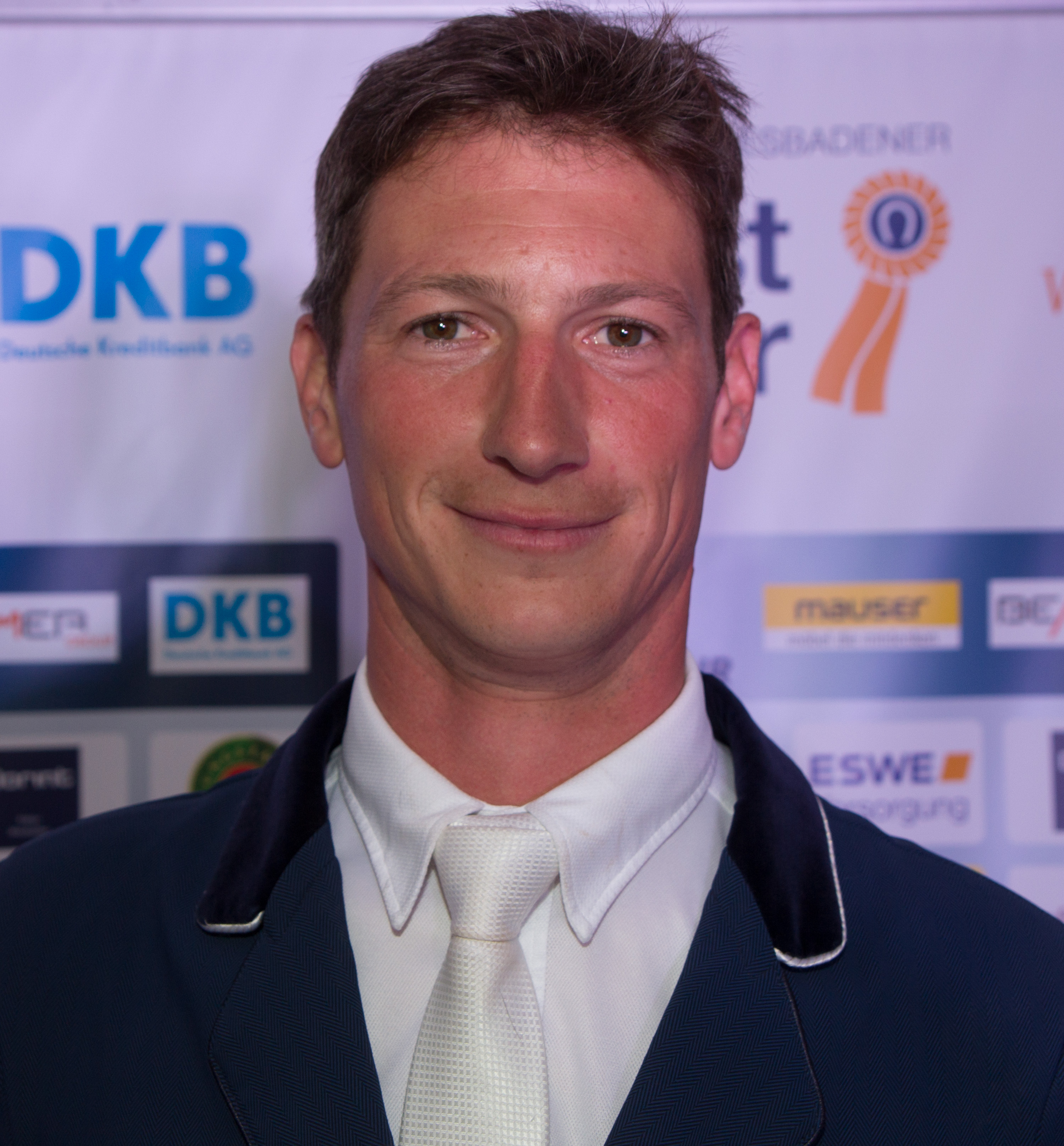
Daniel Deußer 2018

Daniel Deußer (* 13. August 1981 in Wiesbaden) ist ein deutscher Springreiter.

## Sportlicher Werdegang

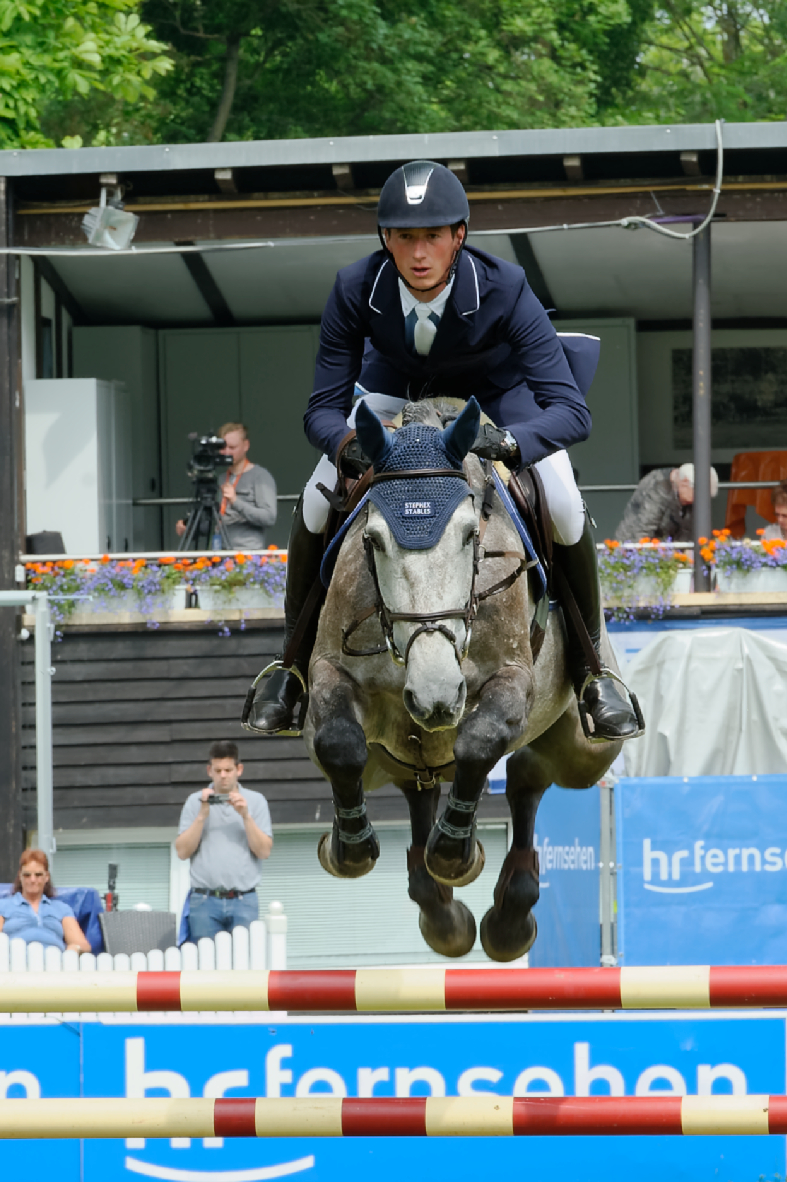
Daniel Deußer auf Irenice Horta beim CSIYH* in Wiesbaden 2015

Daniel Deußer stammt aus einer Reiterfamile. Er begann im Stall seines Onkels (des ehemaligen Hessischen Meisters Helge Deußer) mit dem Reitsport. Im Alter von 15 Jahren gewann er erstmals eine Springprüfung der schweren Klasse.
Daniel Deußer begann seine Lehre zum Pferdewirt im Stall von Siegfried Herröder, dem Vater von Angelina Herröder. Ende 2001 bekam er von Franke Sloothaak das Angebot, bei ihm als Bereiter zu arbeiten. Bei den Europameisterschaften der Jungen Reiter (Altersgruppe 19 bis 21 Jahre) feierte Deußer 2002 mit dem vierten Platz in der Mannschaftswertung seinen ersten großen internationalen Erfolg.
Über Sloothaak bekam er auch den Kontakt in den Stall von Jan Tops. In dessen Handelsstall im niederländischen Valkenswaard wurde er ab Sommer 2006 Bereiter und trat damit die Nachfolge von Steve Guerdat an.
2007 konnte er mit Erfolgen in Springprüfungen bei CSI 5*-Turnieren, so zum Beispiel einem sechsten Platz im 5-Sterne-Grand Prix in Valkenswaard und einem Sieg im Königscup in Madrid, zur Weltspitze der Springreiter aufschließen. Seinen größten bisherigen Erfolg hatte er mit dem zweiten Platz im Weltcupfinale 2007.
Beim CSIO 5* Hickstead 2010 bestritt Deußer erstmals, unter Führung von Equipechef Sönke Sönksen, einen Nationenpreis der Altersklasse „Reiter“ für Deutschland. Aufmerksamkeit erregte Deußer, als er beim CHIO Aachen 2010 den zweiten Umlauf des Großen Preises erreichte, hier jedoch mit Caballero an einem Hindernis den (deutlich höheren) Fangständer statt der Stangen überwand und somit ausschied. Neben den Pferden von Jan Tops ritt Deußer unter anderem die Pferde von Athina Onassis zur Korrektur.
Ende April 2012 verließ Deußer den Stall von Jan Tops. Er trat die Nachfolge von Nina Fagerström als Bereiter bei den Stephex Stables im belgischen Wolvertem an. Deußer zog hier mit seiner Lebensgefährtin zusammen, zudem suchte er nach eigenen Angaben nach einer neuen Herausforderung.
Die erste Jahreshälfte 2013 verlief für Deußer erfolgreich, gekrönt von seinem Sieg bei den Deutschen Meisterschaften mit Cornet d'Amour. Dies setzte sich mit der Mannschaftssilbermedaille bei den Europameisterschaften in Herning fort und fand seine Krönung mit dem Gewinn des Weltcupfinales im April 2014, jeweils mit Cornet d'Amour. Gut einen Monat später verteidigte Deußer seinen deutschen Meistertitel, diesmal mit dem neunjährigen Wallach First Class van Eeckelghem. Bei den Weltreiterspielen 2014 in Caen erreichte Deußer mit Cornet d'Amour im Einzelwettbewerb den sechsten und mit der Mannschaft den vierten Platz. Bei den Europameisterschaften 2015 gehörte Deußer mit Cornet d'Amour zur deutschen Equipe, die hier die Silbermedaille gewann.
Im April 2015 erreichte Deußer erstmals den ersten Rang der Springreiter-Weltrangliste der FEI. Erneut gelang ihm dies im Januar 2017 und im Juni 2021.
Seine ersten Olympischen Spiele bestritt Daniel Deußer 2016 in Rio de Janeiro. Mit First Class van Eeckelghem gehörte er zur deutschen Mannschaft, die sich hier im Stechen gegen Kanada die Bronzemedaille sichern konnte. In der Einzelwertung kam er mit vier Strafpunkten auf den neunten Rang. Für den Gewinn der Bronzemedaille bei den Olympischen Spielen 2016 in Rio erhielt er das Silberne Lorbeerblatt.
Eine Nominierung Deußers für Nationenpreise im Jahr 2017 und die Europameisterschaften 2017 unterblieb, nachdem er (ebenso wie Christian Ahlmann) auf die Unterzeichnung der geforderten Kaderrahmenvereinbarung verzichtet hatte. Auch 2018 unterzeichnete er die Vereinbarung, die per Schiedsvereinbarung den Gang vor ordentliche Gerichte ausschließt, nicht. Im März 2019 wurden die Kaderrahmenvereinbarung für alle Reiter unter anderem im Bezug auf die Behandlungsbücher angepasst. In Folge wurde Deußer wieder in den Championatskader aufgenommen, Ende Mai 2019 bestritt er beim CSIO Rom seinen ersten Nationenpreis seit dem Nationenpreisfinale 2016.
In der Hallensaison 2018/2019 dominierte Deußer die Westeuropaliga, beim Weltcupfinale verpasste er einen Platz auf dem Treppchen knapp. Beim CSIO 5* Sopot 2019 war Deußer dominierender Reiter mit Siegen in den Einzelwertungen aller drei Springen über 1,60 Meter. Fünf Wochen später beim CHIO Aachen lief es ähnlich gut für ihn: Mit u. a. dem dritten Platz im Preis von Europa, dem Sieg im Preis von Nordrhein-Westfalen und dem zweiten Platz im Großen Preis war er mit Abstand der erfolgreichste Reiter des Turniers. Bei den Europameisterschaften 2019 war Deußer zum dritten Mal an einer Mannschafts-Silbermedaille beteiligt, die Einzelwertung beendete er nach Pech im ersten Umlauf des Einzelfinals auf Rang 14.
Für das Jahr 2021 war er mit der belgischen Stute Killer Queen im deutschen Bundeskader der Springreiter. Nach einem guten Saisonauftakt beim Winter Equestrian Festival in Florida wurde er letztlich für die Olympischen Spiele in Tokio nominiert. Dort wurde er in der Einzelwertung bester deutscher Reiter auf Rang 18.
Beim CHIO Aachen 2021 gewann Deußer erstmals mit Killer Queen VDM den Rolex Grand Prix. Im März 2022 gewann er den Großen Preis von ’s-Hertogenbosch, der wie jener in Aachen Teil des Grand Slams der Springreiter ist. Dies brachte Daniel Deußer eine Zusatzprämie von 250.000 € ein.

## Privates
Deußers Ehefrau ist Caroline Wauters, die Tochter des früheren belgischen Springreiters Eric Wauters. Mitte Februar 2015 wurde ihre gemeinsame Tochter geboren und im September 2015 haben sie geheiratet.

## Erfolge

### Championate und Weltcup
- Olympische Sommerspiele:
  - 2016, Rio de Janeiro: mit First Class van Eeckelghem Bronze mit der Mannschaft und 9. Platz im Einzel
  - 2020 (2021), Tokio: mit Killer Queen 9. Platz mit der Mannschaft und 18. Platz im Einzel

- Weltreiterspiele:
  - 2014, Caen: mit Cornet d'Amour 4. Platz mit der Mannschaft und 6. Platz im Einzel

- Europameisterschaften:
  - 2013, Herning: mit Cornet d'Amour Silber mit der Mannschaft und 5. Platz im Einzel
  - 2015, Aachen: mit Cornet d'Amour Silber mit der Mannschaft und 24. Platz im Einzel
  - 2019, Rotterdam: mit Tobago Z Silber mit der Mannschaft und 14. Platz im Einzel

- Deutsche Meisterschaften:
  - 2013, Balve: 1. Platz mit Cornet d'Amour
  - 2014, Balve: 1. Platz mit First Class van Eeckelghem

- Weltcupfinale:
  - 2007, Las Vegas: 2. Platz mit Air Jordan Z
  - 2014, Lyon: 1. Platz mit Cornet d'Amour
  - 2016, Göteborg: 3. Platz mit Cornet d'Amour
  - 2019, Göteborg: 4. Platz mit Tobago Z
  - 2023, Omaha: 36. Platz mit Tobago Z

### Weitere Erfolge
- 2004: 4. Platz im Großen Preis von Neumünster (CSI 3*) mit Formidable
- 2006: 1. Platz im Finale der Zentraleuropaliga (FEI-Weltcup Springreiten) in Warschau mit Lucas, 2. Platz im Großen Preis von Oslo (CSI-W) mit Upsilon d’Ocquier, 1. Platz im Großen Preis von Helsinki (CSI-W) mit Upsilon d’Ocquier, 3. Platz im Großen Preis von Wien (CSI 4*) Upsilon d’Ocquier, 2. Platz in der Weltcupprüfung von Stuttgart (CSI 5*-W) mit Upsilon d’Ocquier, 1. Platz im Großen Preis von Porto (CSI 3*) mit Curtis
- 2007: 1. Platz beim Copa S.M. El Rey (Königscup) beim CSI 5* Madrid mit Air Jordan Z, 3. Platz im Großen Preis von Helsinki (CSI 4*-W) mit Curtis, 4. Platz im Großen Preis von La Coruna (CSI 4*) mit Pristanna
- 2009: 1. Platz im Großen Preis von Braunschweig (CSI 4*) mit Air Jordan Z, 2. Platz in Großen Preis von Cannes (GCT-Wertungsprüfung, CSI 5*) mit Aboyeur W, 1. Platz im Großen Preis von Vidauban (CSI 3*) mit Ornella, 5. Platz im Weltcupspringen (CSI 5*-W) mit Aboyeur W
- 2010: 4. Platz im Großen Preis von Neeroeteren (CSI 2*) mit Nellypso des Horts, 4. Platz im Großen Preis von Barcelona (CSIO 5*) mit Lady in Blue Z, 6. Platz im Weltcupspringen von Machelen (CSI 5*-W) mit Untouchable sowie mit der deutschen Mannschaft 2. Platz im Nationenpreis von Hickstead (CSIO 5*) mit Cabreado
- 2011: 3. Platz im Großen Preis von San Remo (CSI 2*) mit Nellypso Z, 2. Platz bei der Weltmeisterschaft der 7-jährigen Springpferde mit Casquino[16], 4. Platz im Großen Preis von Helsinki (CSI 5*-W) mit Untouchable
- 2012: 1. Platz im Großen Preis der zweiten Woche der Vidauban Spring Tour (CSI 3*) mit Nellypso des Horts, 3. Platz im Großen Preis von Twente (CSI 4*) mit Luikka, 2. Platz im Großen Preis von Hachenburg (CSI 3*) mit Cornet d'Amour, 1. Platz im Großen Preis von Neeroeteren (CSI 2*) mit Domingo sowie mit der deutschen Mannschaft 1. Platz im Nationenpreis von Calgary-Spruce Meadows (CSIO 5*) mit Cornet d'Amour
- 2013: 1. Platz im Weltcupspringen von Wellington (CSI 5*-W) mit Cornet d'Amour, 2. Platz im Großen Preis von Hamburg (CSI 5*) mit Cornet d'Amour, 1. Platz im Championat von Balve (CSI 2*) mit Domingo, 4. Platz im Großen Preis von Aachen (CSIO 5*) mit Cornet d'Amour, 2. Platz im Großen Preis von La Coruña (CSI 4*) mit Evita van de Veldbalie, 1. Platz im German Master beim CSI 5*-W Stuttgart mit Evita van de Veldbalie, 1. Platz im Top Ten Final beim CSI 5* Stockholm mit Evita van de Veldbalie, 1. Platz im Weltcupspringen von Mechelen (CSI 5*-W) mit Cornet d'Amour sowie mit der deutschen Mannschaft 3. Platz im Nationenpreis von Wellington (CSIO 4*) mit Cornet d'Amour, 2. Platz im Nationenpreis von Rom (CSIO 5*) mit Cornet d'Amour und 1. Platz im Nationenpreis von Calgary-Spruce Meadows (CSIO 5*) mit Evita van de Veldbalie
- 2014: 3. Platz in einem CSI 3* in Wellington FL mit Fyloe van het Claeyssenhof, 2. Platz im Großen Preis von Rotterdam (CSIO 5*) mit Cornet d'Amour, 2. Platz im Großen Preis von Treffen am Ossiacher See (CSI 5*) mit First Class van Eeckelghem, 2. Platz im Großen Preis von Barcelona (CSIO 5*) mit Pironella, 2. Platz im Weltcupspringen von London (CSI 5*-W) mit Carriere sowie mit der deutschen Mannschaft 3. Platz im Nationenpreis von Rotterdam (CSIO 5*) mit Cornet d'Amour und 5. Platz im Nations-Cup-Finale in Barcelona (CSIO 5*) mit Cornet d'Amour
- 2015: 3. Platz im Großen Preis von Amsterdam (CSI 4*) mit Carriere, 1. Platz im Großen Preis von Bordeaux (CSI 5*-W) mit Espyrante, 1. Platz im Großen Preis von 's-Hertogenbosch (CSI 5*) mit Cornet d'Amour, 3. Platz im American Invitational im Rahmen des CSI 5* Miami mit Pironella, 2. Platz im Großen Preis von Aachen (CSI 5*) mit Cornet d'Amour, 2. Platz im Großen Preis von Rotterdam (CSIO 5*) mit Cornet d'Amour, 2. Platz im Großen Preis von Helsinki (CSI 5*-W) mit Clintop, 3. Platz im Weltcupspringen von Helsinki (CSI 5*-W) mit Cornet d'Amour, 3. Platz im Top Ten Final beim CSI 5* Genf mit First Class van Eeckelghem sowie mit der deutschen Mannschaft 3. Platz im Nationenpreis von Rotterdam
- 2016: 1. Platz im Großen Preis von Offenburg (CSI 3*) mit Toulago, 2. Platz im Großen Preis des März-CSI 5*-Turniers von Doha mit First Class van Eeckelghem, 2. Platz im Großen Preis von Chantilly (CSI 5*) mit First Class van Eeckelghem, 3. Platz im Großen Preis von Cannes (CSI 5*) mit Equita van't Zorgvliet, 2. Platz im Großen Preis von Treffen bei Villach (CSI 5*) mit First Class van Eeckelghem, 1. Platz im Großen Preis von Knokke (CSI 5*) mit Equita van't Zorgvliet, 1. Platz im Großen Preis von Los Angeles (CSI 5*) mit Equita van't Zorgvliet, 1. Platz im Großen Preis von Lier (CSI 2*) mit Sweet de Beaufour, 3. Platz im Großen Preis von Paris-Villepinte (CSI 5*) mit Equita van't Zorgvliet, 1. Platz im Großen Preis von London (CSI 5*-W) mit Equita van't Zorgvliet, 2. Platz im Großen Preis von Mechelen (CSI 5*-W) mit Sweet de Beaufour sowie mit der deutschen Mannschaft 3. Platz im Nationenpreis von Rotterdam (CSIO 5*) mit Equita van't Zorgvliet
- 2017: 2. Platz im Großen Preis von Antwerpen (CSI 5*) mit Cornet d'Amour, 3. Platz im Großen Preis von Cannes (CSI 5*) mit Hidalgo, 1. Platz im Großen Preis von Oslo (CSI 5*-W) mit Tobago Z, 1. Platz im Weltcupspringen von Oslo (CSI 5*-W) mit Cornet, 3. Platz im Großen Preis von Helsinki (CSI 5*-W) mit Tobago Z, 1. Platz im Großen Preis von Paris-Villepinte (CSI 5*) mit Cornet d'Amour
- 2018: 3. Platz im Großen Preis von Hongkong (CSI 5*) mit Cornet d'Amour, 2. Platz im Großen Preis von Mexiko-Stadt (CSI 5*) mit Tobago Z, 1. Platz im Großen Preis von Bonheiden (CSI 3*) mit Killer Queen, 3. Platz im Großen Preis von Shanghai (CSI 5*) mit Tobago Z, 2. Platz im Großen Preis von Chantilly (CSI 5*) mit Tobago Z, 3. Platz im Großen Preis im Nationalstadion von Peking (CSI 4*) mit einem Leihpferd, 1. Platz im Weltcupspringen von Verona (CSI 5*-W) mit Calisto Blue, 1. Platz im Großen Preis von Lyon (CSI 5*-W) mit Tobago Z, 1. Platz im Weltcupspringen von Madrid (CSI 5*-W) mit Tobago Z, 2. Platz im Großen Preis von Mechelen (CSI 5*-W) mit Jasmien vd Bisschop
- 2019: 2. Platz im Großen Preis von Amsterdam (CSI 5*-W) mit Jasmien vd Bisschop, 3. Platz im Weltcupspringen von Amsterdam (CSI 5*-W) mit Tobago Z, 1. Platz im Weltcupspringen von Bordeaux (CSI 5*-W) mit Tobago Z, 1. Platz im Großen Preis von Hamburg (CSI 5*) mit Jasmien vd Bisschop, 3. Platz im Großen Preis von Cannes (CSI 5*) mit Calisto Blue, 1. Platz im Großen Preis von Sopot (CSIO 5*) mit Jasmien vd Bisschop, 2. Platz im Großen Preis von Aachen (CSIO 5*) mit Tobago Z, 3. Platz im Großen Preis von Dinard (CSI 5*) mit Tobago Z, 2. Platz im Großen Preis von Peking (CSI 3* im Nationalstadion) mit einem Leihpferd, 1. Platz im Weltcupspringen von Mechelen (CSI 5*-W) mit Killer Queen
- 2020: 2. Platz im Weltcupspringen von Bordeaux (CSI 5*-W) mit Jasmien vd Bisschop, 1. Platz in den Großen Preisen beider CSI 5*-Turniere in Doha jeweils mit Killer Queen, 2. Platz im Großen Preis eines CSI 4* im Juni in Grimaud mit Killer Queen, 1. Platz im Großen Preis eines CSI 4* im Oktober in Grimaud mit Tobago Z, 1. Platz im Weltcupspringen im Rahmen der ersten Woche des Diriyah Equestrian Festival (CSI 4*-W Riad) mit Tobago Z, 3. Platz im Großen Preis der ersten Woche des Diriyah Equestrian Festival (CSI 4*-W Riad) mit Kiana van het Herdershof, 2. Platz im Weltcupspringen im Rahmen der zweiten Woche des Diriyah Equestrian Festival (CSI 5*-W Riad) mit Tobago Z, 2. Platz im Großen Preis der zweiten Woche des Diriyah Equestrian Festival (CSI 5*-W Riad) mit Tobago Z
- 2021: 1. Platz im Großen Preis der 4. Woche des Winter Equestrian Festival (CSI 4*) mit Killer Queen, 1. Platz im Großen Preis der 8. Woche des Winter Equestrian Festival (CSIO 4*) mit Tobago Z, 2. Platz im Großen Preis der 9. Woche des Winter Equestrian Festival (CSI 5*) mit Killer Queen, 1. Platz im Großen Preis der 11. Woche des Winter Equestrian Festival (CSI 5*) mit Tobago Z, 1. Platz im Großen Preis des August-GCT-Grand Prix von Valkenswaard (CSI 5*) mit Bingo Ste Hermelle, 2. Platz im Großen Preis des Brussels Stephex Masters (CSI 5* Wolvertem) mit Killer Queen, 1. Platz im Großen Preis von Aachen (CSIO 5*) mit Killer Queen
- 2022: 1. Platz im Großen Preis von ’s-Hertogenbosch (CSI 5*) mit Tobago Z, 1. Platz im Großen Preis von Cannes (CSI 5*) mit Bingo Ste Hermelle, 4. Platz im Großen Preis von Aachen (CSIO 5*) mit Killer Queen, 1. Platz im Großen Preis des CSI 3* in Dinard mit Bingo Ste Hermelle, 1. Platz im Großen Preis des CSI 3* in Wolvertem mit Tobago Z, 1. Platz im Großen Preis des Spruce Meadows Masters (CSIO 5*) mit Killer Queen, 1. Platz im Großen Preis von New York City-Governors Island (CSI 5*) mit Tobago Z, 3. Platz im Großen Preis eines CSI 2* in Bonheiden mit Maya - S, 1. Platz im Global Champions Tour 2022#Global Champions Tour Super Grand Prix in Prag (CSI 5*) mit Tobago Z, 2. Platz im Weltcupspringen von Madrid (CSI 5*-W) mit Bingo Ste Hermelle, 2. Platz im Weltcupspringen von London (CSI 5*-W) mit Killer Queen, 3. Platz im Weltcupspringen von Mechelen (CSI 5*-W) mit Tobago Z

Hinzu kamen bis 2012 diverse Siege und Platzierungen in Zeitspringen.

(Stand: 10. April 2023)

## Erfolgreiche Pferde

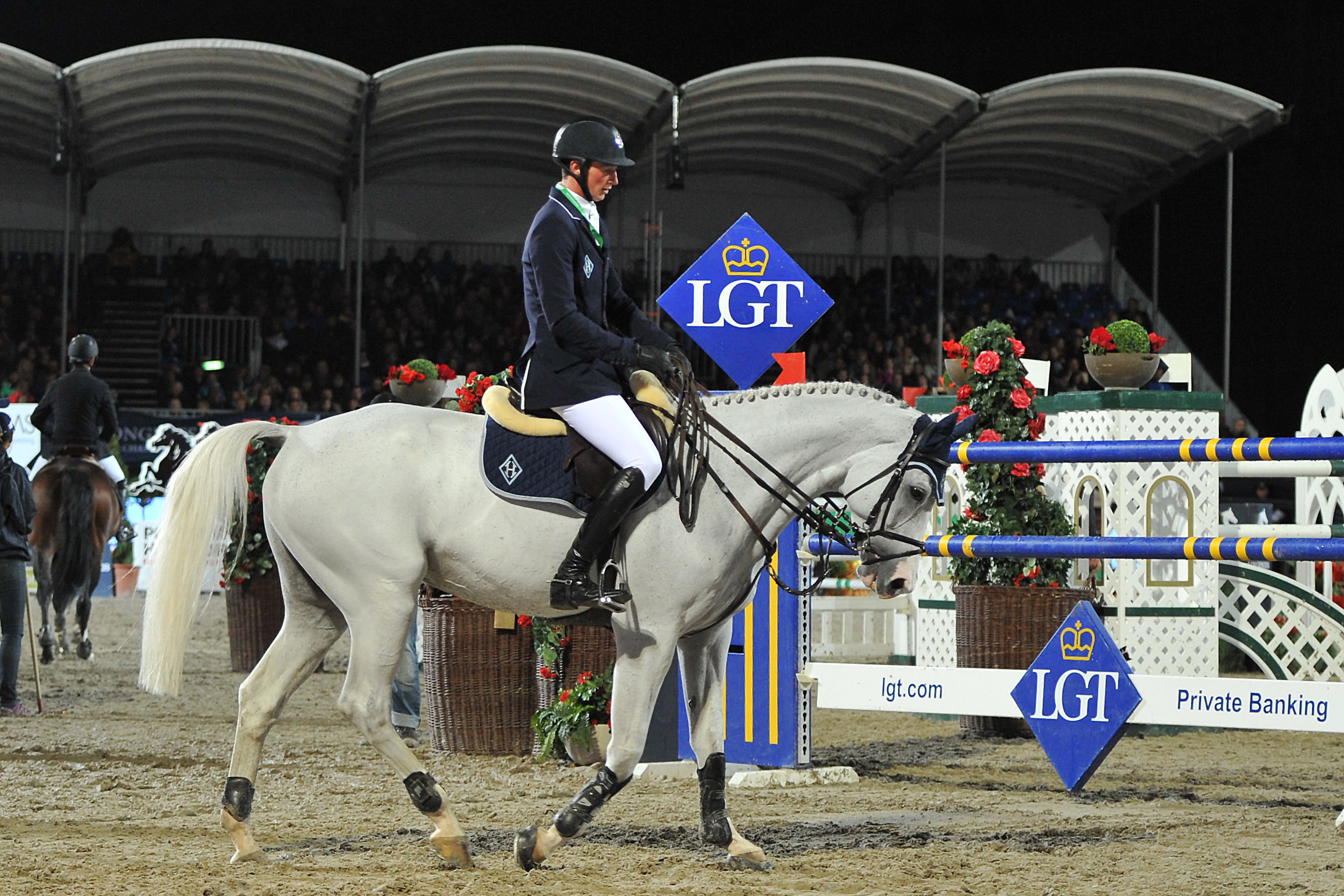
Daniel Deußer mit Cornet d'Amour bei den Vienna Masters 2013

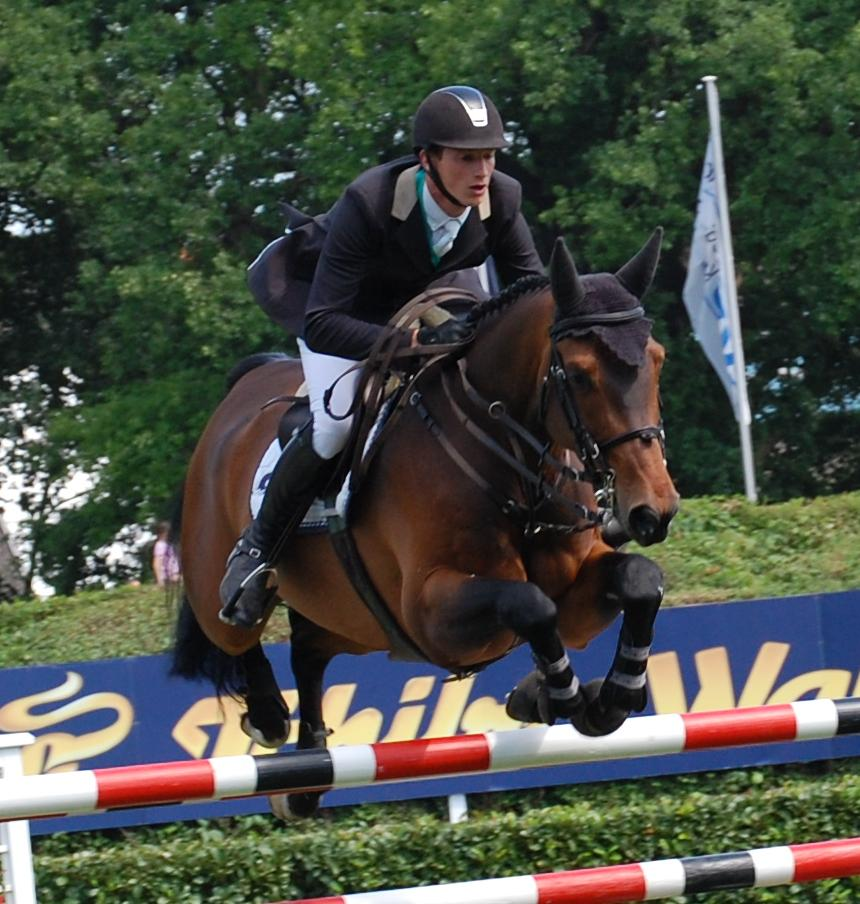
Daniel Deußer mit Cabreado S.E. beim Championat von Hamburg 2011 (CSI 5*)

### Aktuelle Turnierpferde
- Killer Queen VDM (* 2010), braune Belgische Warmblut-Stute, Vater: Eldorado van de Zeshoek, Muttervater: For[19]
- Kiana van het Herdershof (* 2010), BWP Stute, Vater: Toulon, Muttervater: Lys de Darmen
- Scuderia 1918 Tobago Z (* 2008), Zangersheider Fuchshengst, Vater: Tangelo van de Zuuthoeve, Muttervater: Mr. Blue[20]
- Bingo Ste Hermelle (* 2011) Fuchshengst, Vater: Number One d‘Iso Un Prince, Muttervater: Diamant du Semilly
- Carrielane (* 2016), Westfälische Rappstute, Vater: Capistrano 2, Muttervater: Coupe d`Or
- Gangster V/h Noddevelt (* 2011), brauner KWPN-Wallach, Vater: Eldorado vd Zeshoek Tn, Careful 28
- Otello de Guldenboom (* 2014), dunkelbrauner Belgischer Warmblut Wallach, Vater: Tobago Z, Muttervater: Caretino

### Ehemalige Turnierpferde
- Cornet d'Amour (* 2003), Westfälischer Schimmelwallach, Vater: Cornet Obolensky, Muttervater: Damiani; bis Mai 2012 von Pedro Veniss geritten, 2019 in den Ruhestand verabschiedet[21][22]
- First Class van Eeckelghem (* 2005, † 2017), Belgisches Warmblut, Fuchswallach, Vater: Balou du Rouet, Muttervater: Feinschnitt I van de Richter[23][24]
- Fyloe van het Claeyssenhof (* 2005), Belgisches Warmblut, brauner Wallach, Vater: Burggraf, Muttervater: Heartbreaker; bis Mai 2013 von Tom Verduyn geritten, ab 2015 von Quentin Judge geritten[25]
- Cornet (* 2004), Oldenburger Schimmelwallach, Vater: Cornet Obolensky, Muttervater: Caletto I; bis Sommer 2014 von Irma Karlsson geritten, anschließend bis Juli 2017 von Lauren Hough geritten, ab 2020 von Anthony Bourquard und Lou Puch geritten[26][27]
- Equita van't Zorgvliet (* 2004), braune Belgische Warmblut-Stute, Vater: Ulive van't Zorgvliet, Muttervater: Darco; zuvor u. a. von Charlotte Bettendorf (2013), Annelies Vorsselmans (2014) und Jonna Ekberg (2014 bis Mai 2016) geritten, zuletzt 2018 von Daniel Deußer im internationalen Sport vorgestellt[28], ab Juli 2019 von Sayre Happy geritten
- Evita van de Veldbalie (* 2004), braune Belgische Warmblut-Stute, Vater: Wandor van de Mispelaere, Muttervater: Clinton; bis Juni 2012 von Eiken Satō geritten, seit Sommer 2014 von Lorenzo de Luca geritten[29], seit März 2015 von Wesley Newlands geritten
- Domingo (* 2003), Belgisches Warmblut, dunkelbrauner Wallach, Vater: Thunder van de Zuuthoeve, Muttervater: Brownboy; bis Juli 2011 von Wim Vinckx geritten, von März 2014 bis Februar 2015 von Niels Bruynseels geritten, seitdem von Abdullah asch-Scharbatly geritten[30]
- Caballero (* 2002), brauner Holsteiner Wallach, Vater: Chambertin, Muttervater: Carpaccio, ab Mitte 2011 von Alexandra Thornton geritten[31]
- Cabreado S.E. (* 2001), brauner Zangersheider Wallach, Vater: Canabis Z, Muttervater: Gold Sky, ab 2012 von Sergio Nieto del Rio geritten[32]
- Mouse (* 1998), Selle Francais-Fuchswallach, Vater: Limbus, Muttervater: Grundyman; bis März 2012 von Nina Fagerström geritten, ab Herbst 2014 von Emilie Conter, Zoe Conter und Petronella Andersson geritten[33]
- Pristanna (* 1997), fuchsfarbene KWPN-Stute, Vater: Guidam, Muttervater: Concorde, bis Ende 2005 von Sergio Alvarez Moya geritten, zuletzt 2010 im internationalen Sport eingesetzt[34][35]
- Upsilon d’Ocquier (* 1997), brauner belgischer Warmblut-Wallach, Vater: Landetto, Muttervater: Romeo, ab Juni 2007 von Denis Lynch geritten[36][37]
- Verelst Curtis (* 1997), Holsteiner Schimmelwallach, Vater: Cassini I, Muttervater: Lord, bis Herbst 2009 von Deußer geritten[38]
- Air Jordan Z (* 1996; † 2013), Oldenburger Rapphengst, Vater: Argentinus, Muttervater: Matador, bis Juni 2004 von Judy-Ann Melchior geritten, anschließend bis Mai 2005 von Edouard Mathe geritten, Ende 2011 nach Italien verkauft[39][40]
- Aboyeur W (* 1994), brauner Westfalen-Wallach, Vater: Anmarsch, Muttervater: Direx, bis August 2008 von Heinrich-Hermann Engemann geritten, anschließend bis Februar 2009 von Álvaro Affonso de Miranda Neto geritten[41], ab Dezember 2009 von Gianni Govoni geritten.[42]
- Jasmien vd Bisschop (* 2009), Belgische Warmblut-Schimmelstute, Vater: Larino, Muttervater: Chin Chin; bis zum Frühjahr 2018 von Jonna Ekberg geritten[43], zuletzt im Dezember 2022 im internationalen Sport eingesetzt

## Doping / Konflikt mit der Deutschen Reiterlichen Vereinigung
Der Erfolg beim Weltcupfinale 2007 wurde durch eine positive Dopingprobe seines Pferdes überschattet, die aber nicht bestätigt werden konnte.
Im Rahmen der Wellington Masters Horse Show 2008 in den USA wurde Deußers Pferd Pristanna positiv auf die Substanz Reserpin getestet, die nach internationalem Reglement als Doping gewertet wurde. In der Probe konnten fünf Pikogramm (dies entspricht 0,0000000000005 Gramm) des Beruhigungsmittels Request II nachgewiesen werden, die laut Deußer dem Pferd gegen Flugangst verabreicht worden war. Hierfür wurde er für drei Monate (1. Januar bis 31. März 2008) von der Teilnahme an Turnieren in den USA ausgeschlossen. Da Deußer diese Sperre durch Starts auf Turnieren in Europa umging, verweigerte ihm die Deutschen Reiterlichen Vereinigung (FN) ab dem 24. April 2008 für fünf Monate die Erteilung einer Turnierlizenz für nationale und internationale Turniere. Gegen diese Sperre legte Deußer erfolgreich vor Gericht Einspruch ein.
Nach juristischen Auseinandersetzungen beschloss das Große Schiedsgericht der FN am 20. Februar 2009, Daniel Deußer ab sofort die Jahresturnierlizenz für die laufende Saison 2009 zu erteilen. Im September 2009 erhielt die FN durch die DOSB-Kommission Reiten unter Leitung von Udo Steiner die Empfehlung, Deußer sowie die Reiter (Rene Tebbel, Ludger Beerbaum und Marco Kutscher) wieder in den Bundeskader aufzunehmen, jedoch unter der Bedingung, jede Behandlung ihrer Pferde mit dem Mannschaftstierarzt abzusprechen. Ein Zivilverfahren gegen die Deutsche Reiterliche Vereinigung aufgrund von Schadenersatzforderungen (entgangene mögliche Preisgelder) endete im November 2017 mit einem außergerichtlichen Vergleich.